# Трансильвания
Трансильва́ния, или Седмигра́дье, Эрде́й, Ардя́л (лат. Transsilvania «Залесье», рум. Transilvania, рум. Ardeal, нем. Siebenbürgen («Семиградье»), венг. Erdély, укр. Семигород) — историческая область на северо-западе Румынии. 
Регион Парциум, разделяющийся на исторические области Банат (юг), Кришана (центр) и Марамуреш (север), также относят к Трансильвании, хотя исторически он не является её частью. Территория Трансильвании относится к Западному, Северо-Западному и Центральному регионам развития Румынии, на которых располагаются 16 жудецов: Алба, Арад, Бистрица-Нэсэуд, Бихор, Брашов, Караш-Северин, Клуж, Ковасна, Марамуреш.

## История
На протяжении тысячелетий этот регион не раз переходил из рук в руки. В античную эпоху Трансильвания составляла ядро государства даков; в этих краях находилась столица воинственного дакийского народа — Сармизегетуза. При Траяне земли даков стали римской провинцией Дакия.

В период Великого переселения народов через территорию Трансильвании прошло огромное количество этносов и племён, последними по времени из которых были кочевые мадьяры. В 1003 году, по преданию, венгерский король Иштван I разбил местного князя Дьюлу и присоединил Трансильванию к Венгрии. 
Средневековая Трансильвания обладала автономией в составе Венгерского королевства. Ею управлял воевода, происходивший, как правило, из числа секеев или саксов — этнических групп, которые защищали южные рубежи королевства, подобно казакам в России. В феврале 1438 года был узаконен союз трёх наций (мадьяры, саксы, секеи) по совместному управлению Трансильванией.
Битва при Мохаче (1526) года отрезала Трансильванию от венгерских владений и превратила её в самостоятельное княжество, во главе которого встал хорват Иван Запольский (в венгерской транскрипции — Янош Запольяи), на протяжении 12 лет претендовавший также и на венгерскую корону. В 1566 году Трансильванское княжество признало верховенство турецкого султана. В разные годы Трансильвания управлялась из городов Дюлафехервар (Алба-Юлия), Надьсебен (Сибиу) и Коложвар (Клуж-Напока).
Вторая половина XVI и XVII век — период формирования культурной и политической идентичности Трансильвании в качестве оплота протестантизма на востоке Европы. До 1613 года князья Трансильвании происходили из рода Батори, в XVII веке — из рода Ракоци. Они не только извлекали политические дивиденды из противостояния султана и Габсбургов, но и успешно защищали традиционные венгерские вольности от централизаторских поползновений венских императоров.
В 1687 г., после неудачной для турок осады Вены и попытки султана посадить на трансильванский престол своего ставленника, княжество было занято войсками Габсбургов. Трансильванский князь Михай II Апафи вынужден был заключить два договора, Галлерский и Блазендорфский (1686—1687 годы), в силу которых сейм Трансильвании признал верховную власть Габсбургов. В 1691 году, после смерти князя, император Леопольд составил так называемый леопольдинский диплом — основной договор Трансильвании с Габсбургами, обеспечивавший ей конституционную свободу и все прежние ее права в политическом и религиозном отношениях. Султан окончательно отказался от претензий на обладание Трансильванией по Карловицкому миру 1699 года.
Неудача предпринятой князем Ференцем II Ракоци попытки отделиться от Габсбургов привела к упразднению в 1711 году трансильванской государственности. Вслед за тем начался процесс интенсивного окатоличивания Трансильвании. 
После создания Австро-Венгерской монархии Трансильвания вновь вошла в состав Венгерского королевства и была разделена на комитаты (см., напр., Харомсек).
Одним из условий вступления Румынского королевства в Первую мировую войну было присоединение Трансильвании к территории Румынии. После окончания войны, в результате Трианонского договора, Трансильвания целиком вошла в состав Румынии.
По решению второго Венского арбитража, проведённого Германией и Италией 30 августа 1940 года, Румыния передала Венгрии Северную Трансильванию. Южная Трансильвания осталась в составе Румынии. В 1945 году Северная Трансильвания была возвращена Румынии.
В 1968 году Николае Чаушеску упразднил Муреш-Венгерскую автономную область (созданную в 1952 г. на востоке Трансильвании), в процессе административно-территориальной реформы, отменившей области и вернувшей традиционное деление Румынии на уезды (жудецы). При этом была «тихо» ликвидирована и автономия венгров. Территория Венгерской АО вошла преимущественно в состав жудецов Муреш, Харгита, Ковасна.

## География
Трансильванское плато, от 300 до 500 метров в высоту, даёт начало рекам Марош, Сомеш, Кёрёш и Олт, а также другим притокам Дуная. Это ядро исторической Трансильвании примерно соответствует девяти жудецам современной Румынии. Другие области (Марамуреш, Кришана, Сату-Маре и Банат), на западе и севере, которые также присоединены Румынией в 1919 году (внутри границ, установленных мирными договорами в 1919—1920 годах), с тех пор часто рассматриваются как часть Трансильвании.

## Население
Трансильвания — особенно северная и восточная — издавна отличалась пестротой национального состава населения. После Второй мировой войны область стала более однородной: сейчас здесь абсолютно преобладают румыны (75 % населения), по-прежнему многочисленны венгры — 1 415 718 чел., что составляет 19,6 % населения Трансильвании. Это меньше, чем в начале XX века, когда они составляли 32 %. Другие общины: немцы, русины, евреи, сербы, — ранее довольно многочисленные, в настоящее время склонны к эмиграции или ассимиляции в румынской среде.
На севере области выделяется Северная Трансильвания, получившая известность как регион преобладания венгерского населения. Из-за этого Северная Трансильвания, в большей степени чем южная — этнически более однородная, накопила огромный конфликтный потенциал, особенно отчётливо выразившийся в начале XX века, в период между двумя мировыми войнами (1918—1945).

## В культуре
Поскольку самый знаменитый вампир, румынский граф Дракула, в романе «Дракула» живёт в Трансильвании и является секеем, эта область часто фигурирует в произведениях на вампирскую тематику. В видеоиграх Трансильвания часто фигурирует в виде пристанища разнообразной нечисти, злых духов и т. п.